# Богданово (Островский район)
Богданово — деревня в Горайской волости Островского района Псковской области России.

## География
Расположена на левом берегу реки Великой, в 28 км к югу от города Остров и в 3 км к юго-востоку от волостного центра, села Крюки.

## Население
| 2001 | 2002 | 2010 |
| ---- | ---- | ---- |
| 63   | ↘59  | ↘44  |

Численность населения деревни по состоянию на 2000 год составляет 63 жителя.